# خشکی
خشکی یا سرزمین (به انگلیسی: Land) بخش سخت زمین است که اغلب زیر آب نیست. عمدهٔ فعالیت‌های انسان در خشکی‌ها است که امکان کشاورزی و سکونت و منبع‌های طبیعی گوناگون را دارد.

## مساحت
مساحت یا اندازه زمین به کل جغرافیای کشورهای روی زمین شامل کشورها، مناطق و بخش‌های ناپیوسته مانند جزایر اشاره دارد. کل سطح پلانیمتریک زمین تقریباً ۱۴۸٬۹۳۹٬۰۶۳٫۱۳۳ کیلومتر مربع معادل ۵۷٬۵۰۵٬۶۹۳٫۷۶۷ مایل مربع است که حدود ۲۹٫۲ درصد از سطح کل آن، توسط یخ پوشیده شده است. آب تقریباً ۷۰٫۸ درصد از کل سطح زمین، شامل اقیانوس‌های موجود برروی کره زمین را تشکیل می‌دهند.

## دریا و اقیانوس‌ها
حدود ۹۷٪ حجم آب‌کره در دریاها و اقیانوس‌ها قرار دارد و تقریباً ۷۵٪ سطح زمین را آب پوشانده است؛ به همین دلیل، سیاره زمین از فضا به رنگ آبی دیده می‌شود.